# Dez Cadena
Dez Paul Cadena (Newark, Nueva Jersey, 2 de junio de 1961), de nombre artístico Dez Cadena, es un músico estadounidense. Fue el tercer vocalista y luego guitarrista de la banda punk Black Flag. En 1983, dejó la banda después del álbum Damaged para tocar en DC3. 
En 2001, Dez se unió como guitarrista a la gira de The Misfits por el 25 aniversario de la banda y tocó en el álbum Project 1950. Desde entonces ha compartido la alineación de The Misfits con otras figuras notables del punk como ROBO (ex Black Flag) y Marky Ramone (ex Ramones) en la batería, y el único miembro original de The Misfits, Jerry Only (Jerry es el cantante y el bajista). Fue guitarrista de The Misfits desde 2001 a 2015.
También participó en el supergrupo Osaka Popstar en 2006, como guitarrista principal y coros.
Su padre, Ozzie Cadena, fue cofundador de Savoy Records.

## Discografía con Black Flag
- Louie Louie (1981) - sencillo
- Six Pack (1981) - EP
- TV Party (1981) - EP
- Damaged (1981) - álbum de estudio
- Everything Went Black (1982) - álbum recopilatorio
- The First Four Years (1983) - álbum recopilatorio

## Discografía con The Misfits
- Project 1950 (2003) - álbum de versiones

- The Devil's Rain (2011) - álbum de estudio

## Discografía con Osaka Popstar
- Osaka Popstar and the American Legends of punk (2006) - álbum

- Datos: Q1207295
- Multimedia: Dez Cadena / Q1207295